# Supergravitatie
Supergravitatie is een veldentheorie, en valt onder het domein van theoretische fysica. Het is een uitbreiding van de relativiteitstheorie van de zwaartekracht, en wordt een mogelijke uitbreiding en vervollediging geacht van de fysica zoals we die nu kennen. De theorie is nog niet experimenteel bevestigd, en wordt dus bestudeerd als kandidaat-theorie. Los van de vraag of de theorie echt overeenkomt met onze werkelijkheid, wordt ze bestudeerd omwille van een aantal mooie en interessante eigenschappen.

## Achtergrond
Supergravitatie is een vereniging van algemene relativiteitstheorie met supersymmetrie. Hoewel relativiteitstheorie een goed onderbouwde, en experimenteel bevestigde theorie is, is men van het bestaan van supersymmetrie nog niet zeker. Toch wordt supersymmetrie vaak beschouwd als een zeer levensvatbare theorie, omwille van zijn uniek en verenigend karakter. Deze zaken maken van supergravitatie een van de meest natuurlijke kandidaten voor uitbreiding van de zwaartekrachtstheorie zoals we die nu kennen.
Er bestaan verschillende versies van supergravitatie, met verschillende hoeveelheden supersymmetrie, in verschillende dimensies, en met verschillende aanwezige deeltjessoorten. Er zijn echter ook een groot aantal gemeenschappelijke kenmerken, dat is de reden dat men deze verschillende theorieën met de gemeenschappelijke noemer supergravitatietheorie aanspreekt.
Verder wordt supergravitatie ook aangeduid als de lage energie limiet van snaartheorie. Indien snaartheorie -zoals vele theoretische fysici denken en hopen- een verenigende theorie van alles is, en dus onze werkelijkheid op het meest fundamentele niveau beschrijft, dan zal de fysica die wij daarvan zien een supergravitatietheorie zijn. De uitleg hiervoor is dat alle experimenten die wij met onze hedendaagse technologie kunnen uitvoeren, allemaal in zekere zin op erg lage energieën gebeuren. (Meer precies, op energieniveaus ver onder de Planckschaal.) Als snaartheorie juist is, zullen we dus in de nabije toekomst onmogelijk de 'hele theorie' kunnen zien; hooguit de lage energie-fenomenen. Het zijn net die fenomenen die voor alle bekende snaartheorieën supergravitatietheorieën zijn.
Dat maakt van supergravitatie dus niet alleen de meest eenvoudige uitbreiding van het Standaardmodel van fysica, maar ook erg interessant vanuit het standpunt van de meest ambitieuze theorie die de theoretische fysica van vandaag kent (snaartheorie).

## Supersymmetrie
In supergravitatie is supersymmetrie een lokale symmetrie. Dat is nodig om consistentie met de diffeomorfisme invariantie van de algemene relativiteitstheorie te garanderen. Bovendien zijn er supersymmetrische partners van het graviton. Dat zijn dus spin-3/2-velden, de gravitini. Het aantal zulke gravitini komt overeen met het aantal supersymmetrieladingen, een grootheid die genoteerd wordt met N. Het geval N>1 noemt men ook wel uitgebreide supergravitatie.

## p-branen
Een centraal object dat bestudeerd wordt binnen de supergravitatie, zijn de zogeheten p-branen of p-braan oplossingen. Dit zijn massieve, geladen objecten, met een horizon (net als een zwart gat). Er bestaan verschillende types van p-branen, afhankelijk van de supergravitatietheorie onder beschouwing, afhankelijk van de massa en lading, en ook van de dimensie van het braan in kwestie; deze wordt weergegeven door p. Een 3-braan is dus bijvoorbeeld een object met (ruimtelijke) dimensie drie. Men heeft ontdekt dat de p-branen van supergravitatie nauw verwant zijn aan het begrip D-branen in snaartheorie. Veel kennis die we hebben over D-branen in snaartheorie komt eigenlijk door de studie van p-branen in supergravitatie, welke eerder en beter begrepen waren.

## Geschiedenis
Supergravitatie, ook wel SUGRA, werd voor het eerst voorgesteld in 1976, door de fysici Daniel Z. Freedman, Peter van Nieuwenhuizen en Sergio Ferrara aan de Stony Brook-universiteit. De oorspronkelijke formulering behandelde N=1 supergravitatie in vier ruimtetijdsdimensies. Kort daarna werd de theorie veralgemeend naar hoger-dimensionale theorieën, met meer supersymmetrieladingen (N>1). Vandaag kent men zelfs 11-dimensionale versies van supergravitatie, welke de lage energie-limiet van M-theorie beschrijft.

### Historisch
- D.Z. Freedman, P. van Nieuwenhuizen and S. Ferrara, "Progress Toward A Theory Of Supergravity", Physical Review D13 (1976) pp 3214–3218.
- E. Cremmer, B. Julia and J. Scherk, "Supergravity theory in eleven dimensions", Physics Letters B76 (1978) pp 409–412.
- P. Freund and M. Rubin, "Dynamics of dimensional reduction", Physics Letters B97 (1980) pp 233–235.
- Ali H. Chamseddine, R. Arnowitt, Pran Nath, "Locally Supersymmetric Grand Unification", " Phys. Rev.Lett.49:970,1982"

### Pedagogisch
- Structure of supergravity theories "" (2002) (Een overzicht van supergravitatietheorieën, door de Belgische fysicus Antoine Van Proeyen)
- A Supersymmetry primer "" (1998, geüpdatet in 2006), (Een inleiding tot supergravitatie.)
- Adel Bilal, "Introduction to supersymmetry" (2001) ArXiv hep-th/0101055. (Een inleiding tot supersymmetrie.)
- Friedemann Brandt, "Lectures on supergravity" (2002) ArXiv hep-th/0204035. (Een inleiding tot 4-dimensionale N=1 supergravitatie.)